# Julia Bulette

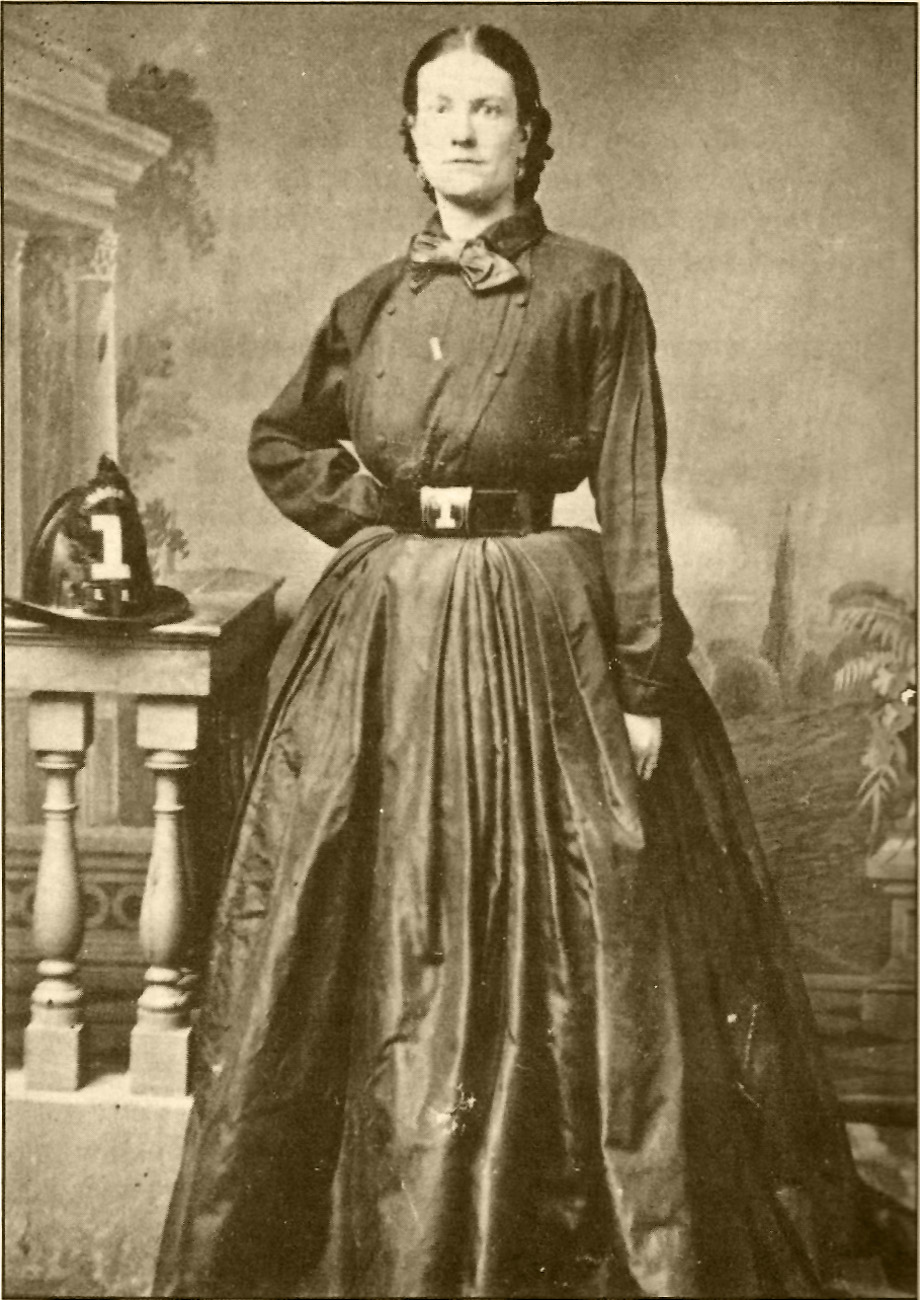
Das einzige bekannte Foto von Julia Bulette, links ein Feuerwehrhelm (aufgenommen nach 1861)

Julia C. Bulette (* 1832 in London, England; † 20. Januar 1867 in Virginia City, Nevada) war eine amerikanische Prostituierte in Virginia City. Die 1867 ermordete Bulette war eine populäre Figur in Virginia City, deren bewegtes Leben mehrfach in Romanen, Theaterstücken und Filmen verewigt wurde.

## Leben
Bulette kam den meisten Quellen zufolge 1832 in London, möglicherweise auch in Liverpool oder Mississippi zur Welt.
Die Familie, die französische Vorfahren hatte, emigrierte bald nach New Orleans, wo Bulette jung einen Mann namens Smith heiratete und sich bald wieder von diesem trennte. Etwa 1852 zog sie nach Kalifornien und kam 1859 in der Goldgräberstadt Virginia City in Nevada an.
Virginia City war aufgrund der Entdeckung der Comstock-Lode-Silberader zur Boomtown geworden. Julia wurde als die weibliche Attraktion in einer vor allem von Männern dominierten Stadt beschrieben. Bulette wirkte vor allem durch ihr damenhaftes Benehmen, weniger durch auffällige Schönheit. Sie konnte als zeitweise einzige weiße Prostituierte bis zu 1.000 $ pro Nacht verdienen.
Postum wurde ihr verhältnismäßig kleines Haus zu einem im Neorokoko eingerichteten Nachtclub namens Julias Palace umgeschrieben. Der Schriftsteller und Historiker Dee Brown behauptete, es wäre das bedeutendste Gebäude dieser Art in Virginia City mit nach aktueller französischer Mode gekleideten Bardamen, teuren Einrichtungsgegenständen und exquisiter Küche gewesen. Demgegenüber handelte es sich bei Bulette vermutlich eher um ein klassisches „Crib Girl“, das heißt, sie war selbstständig und hatte ein kleines Haus oder eine Hütte, darin wohnte sie und empfing ihre Kunden.
Bulette wurde unter anderem zugeschrieben, während einer Krankheitswelle das Gebäude kurzerhand zum improvisierten Krankenhaus umgewandelt zu haben. Bei drohenden Indianerattacken harrte sie in der Stadt aus. Sie beteiligte sich an Sammelaktionen für die Union während des Sezessionskriegs. Die städtische Feuerwehr unterstützte sie tatkräftig bei ihren Einsätzen und bediente die Bremsen des Spritzenwagens und gab Sach- und Geldspenden. Sie fand so eine gewisse Anerkennung in Virginia City. Ihr bedeutendster Triumph war die Ehrenmitgliedschaft in der städtischen Feuerwehr Virginia Engine Number 1, die ihr bei der Parade zum Independence Day am 4. Juli 1861 in aller Öffentlichkeit verliehen wurde.

## Ermordung
Am 20. Januar 1867 fand eine Bedienstete Julia Bulette ermordet auf. Am Vorabend, einem Samstag, hatte sie bei einer Vorstellung in Piper’s Opera House einen für Prostituierte vorgesehenen Sitzplatz einnehmen sollen, was sie zurückwies. Daraufhin war sie des Theaters verwiesen worden. Sie war nach Hause zurückgekehrt und hatte noch ein spätes Abendessen eingenommen. Vermutlich war sie mit einem stumpfen Gegenstand niedergeschlagen und anschließend erwürgt bzw. erdrosselt worden. Unter anderem waren ihre Juwelen und Pelze geraubt worden.
Bulettes Beerdigung fand am Folgetag statt, wobei Industriebetriebe und Saloons ihr zu Ehren einen Tag geschlossen wurden, das erste Mal seit der Ermordung von Abraham Lincoln. Hunderte säumten den Weg des Leichenzuges mit 16 Kutschen, der ausgehend vom Feuerwehrhaus von 60 Feuerwehrmännern unter Führung der städtischen Blasmusik angeführt wurde. Daneben kam es auch zu Protesten von Bürgerinnen. Bulette wurde zwar nach katholischem Ritus, aber nicht in „geweihter Erde“ beigesetzt. Begraben wurde sie im näheren Umfeld des Flowery-Hill-Friedhofs in Virginia City.
Ihr Mörder, der französische Juwelendieb John Millain, wurde etwa ein Jahr später gefasst. Er hatte eine andere Prostituierte bedroht, die ein Kleidungsstück, welches Millain verkaufen wollte, als ursprünglich Bulette gehörig erkannte. Hausdurchsuchungen brachten weitere Gegenstände aus Bulettes Besitz zum Vorschein. Millain wurde zum Tode verurteilt und nach vergeblicher Revision am 24. April 1868 gehängt. Mark Twain war unter den Zeugen der Hinrichtung.

## Nachwirken

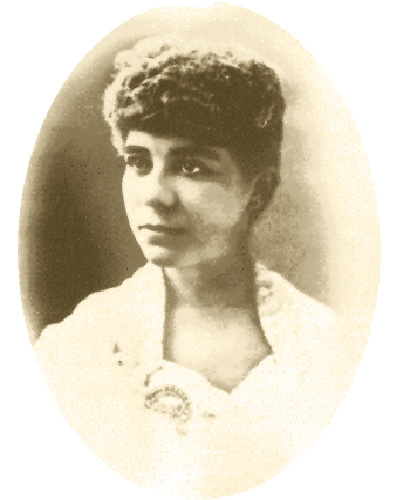
Dieses Foto im Bucket of Blood Saloon wurde lange Zeit als eine Darstellung Julia Bulettes angesehen, es zeigt jedoch wahrscheinlich Julias Dienstmädchen

Von Julia Bulette existiert nur ein authentisches Porträt. Das Bild stellt sie als aufrechte bürgerliche Matrone dar und weist in keiner Weise auf ihre Tätigkeit im Rotlichtmilieu hin. Auffällig ist der Engine-Number-1-Feuerwehrhelm links neben ihr, der ihre Verbundenheit mit der Feuerwehr emblematisch aufzeigt.
Hartnäckig hält sich das Gerücht, dass ein im Bucket of Blood Saloon in Virginia City hängendes Bild Julia Bulette darstellen soll. Inzwischen wird es jedoch ihrem Dienstmädchen, das auch Julia hieß, zugeschrieben. Es zeigt eine dunkelhäutige junge Frau in einfacher Kleidung, ungeschminkt und mit einfachem Schmuck; sie ist weder wie andere zeitgenössische wohlhabende Frauen gekleidet, noch ähnelt sie der Person auf dem anderen Bild, die als Julia authentifiziert wurde. Ein weiteres Gemälde einer jungen Frau, das Julia Bulette etwas ähnlicher sieht, stammt von Ben Christy.
Susan James behauptet, Bulette sei zu ihrem Todeszeitpunkt arm, krank und verschuldet gewesen. Die Darstellung als Grand Dame des Rotlichtviertels sei erst postum geschehen. Ein Teil der „sagenhaften“ Aspekte sind Bulette möglicherweise aufgrund der sensationellen Todesumstände zugeschrieben worden.
Julia Bulette wurde mehrfach in Romanen und Filmen verewigt. Rex Beach, ein Verfasser von Trivialromanen, gestaltete die Figur Cherry Malotte in seinem 1905 erschienenen erfolgreichsten Roman The Spoilers nach Bulette.
The Spoilers wurde als Theaterstück auf die Bühne gebracht und mehrmals verfilmt, unter anderem 1942 unter dem Titel Die Freibeuterin, in dem Marlene Dietrich als Cherry Malotte John Wayne und Randolph Scott den Kopf verdrehte. In der am 17. Oktober 1959 ausgestrahlten Episode der Fernsehserie Bonanza namens The Julia Bulette Story (deutsch Eine Romanze für Little Joe) verliebt sich Little Joe sehr zum Ärger seines Vaters in die von Jane Greer dargestellte Julia.
Eines der Chapter von E Clampus Vitus in Nevada ist nach ihr benannt. Die Virginia and Truckee Railroad benannte einen Eisenbahnprachtwagen nach ihr. Die Benennung einiger Bergwerke an der Comstock Lode auf den Namen Julia nach 1860 geht vermutlich auf die prominente Namensträgerin zurück.
In Virginia City ist unter dem Namen Julia C. Bulette Red Light Museum eine private Sammlung zeitgenössischer Erotika, medizinischer Gerätschaften und Verhütungsmittel zu besichtigen.